# Pterolophia izumikurana
Pterolophia izumikurana är en skalbaggsart som först beskrevs av Hayashi 1971.  Pterolophia izumikurana ingår i släktet Pterolophia och familjen långhorningar. Inga underarter finns listade i Catalogue of Life.